# Kaze no naka no mendori
A Hen in the Wind (風の中の牝鶏, Kaze no naka no mendori) és una pel·lícula dramàtica japonesa de 1948 dirigida per Yasujirō Ozu, protagonitzada per Kinuyo Tanaka i Shūji Sa. El 2011 el BFI va llançar un DVD per a la regió 2 de cinema com un extra de l'edició en doble format de Sanma no aji.

## Argument
La pel·lícula està ambientada al Japó immediat de la postguerra, a Tòquio. Tokiko (Kinuyo Tanaka), una mare de vint-i-nou anys d'un nen de quatre anys, està esperant la repatriació del seu marit de la Segona Guerra Mundial. En la postguerra els preus de Tòquio estan augmentant i la mare lloga una habitació en un districte industrial de classe treballadora, fent que acabi treballant en la indústria de la confecció de roba. Ella és recolzada per un amic de llarg termini i ex company de feina Akiko (Chieko Murata).
Un dia, el fill de Tokiko, el petit Hiroshi, es posa malalt i necessita ser hospitalitzat. Encara que Hiroshi es recupera posteriorment, les altes factures hospitalàries obliguen a Tokiko a cometre un acte desesperat: decideix prostituir-se per una nit en un establiment. Quan Akiko s'assabenta d'això, rebutja a Tokiko per ser estúpida, i Tokiko comença a sentir vergonya i bogeria tot i que explica que no té altra opció.
El marit, Shuichi Amamiya (Shūji Sa), finalment torna de la guerra i la parella es reuneix feliçment. No obstant això, la conversa gira cap a la recent malaltia d'Hiroshi i Tokiko, en trobar que és impossible mentir, es sincera amb el seu marit respecte al que ha fet. Shuichi té una gran ràbia i és totalment incapaç de concentrar-se en el seu treball als dies vinents. Els pensaments sobre la "mala conducta" de la seva esposa l'obsessionen i descobreix exactament on està l'establiment. Després fa una visita secreta al lloc una tarda, només per trobar una altra prostituta jove de 21 anys a punt de servir-lo. D'ella s'adona que el seu recurs a la prostitució està desesperat: el seu pare no pot treballar i el seu germà menor està a l'escola. Shuichi resol trobar per a la noia un treball apropiat en el seu lloc de treball.
Shuichi confia els seus problemes al seu col·lega, Satake (Chishū Ryū). Satake promet fer tot el possible per ajudar a la nena, i aconsella a Shuichi que perdoni la seva dona. Però Shuichi afirma que simplement no pot evitar molestar-se per l'acte de Tokiko. Quan torna a casa, Tokiko intenta desesperadament aplacar i es disculpa repetidament pel seu error, però Shuichi la tracta brutalment i violentament, tirant-la per un tram d'escales accidentalment. Quan s'adona que està ferida, comença a controlar-se. Una lesionada Tokiko coixeja a l'habitació i intenta reconciliar-se amb Shuichi, que confessa que ell també està equivocat. Finalment s'abracen desesperadament i prometen oblidar-ho tot i començar de nou, confiant en l'altre pel seu suport final.

## Repartiment
- Kinuyo Tanaka com Tokiko Amamiya
- Shūji Sano com Shuichi Amamiya
- Chieko Murata com Akiko Ida
- Chishū Ryū com Kazuichiro Satake
- Hohi Aoki com Shoichi
- Chiyoko Ayatani com Fusako Onada
- Reiko Mizukami com Orie Noma
- Takeshi Sakamoto com Hikozo Sakai
- Eiko Takamatsu com Tsune